# نقد الواقعية
نقد الواقعية  نظرية في العلاقات الدولية تفيد أن الجهات الفاعلة العالمية مترابطة بالأفكار والأفعال والمحادثات. ويذهب أصحابها إلى أن الواقعية لا تغلق بل تفتح باب البحث فيما هو واقع وما هو واقعي في العلاقات الدولية. والواقعية في الأصل نظرية بدأت من أوروبا تفيد أن السياسة هي محل نزاع بين الأطراف الطالبة للنفوذ.